# Атака крабов-монстров
«Атака крабов-монстров» (англ. Attack of the Crab Monsters) — американский чёрно-белый фильм ужасов 1957 года, поставленный классиком фильмов ужасов категории «В» Роджером Корманом.

## Сюжет
Группа ученых и их помощники, состоящие из пяти моряков, приземлились на отдаленном острове в Тихом океане. Их цель — найти пропавшую без вести предыдущую экспедицию и продолжить исследования воздействия радиации от ядерных испытаний на атолле Бикини на растительность и морскую жизнь острова. В группе ученых есть доктор Карл Вейганд, глава экспедиции, а также геолог Джеймс Карсон и биологи Жюль Деверо, Марта Хантер и Дейл Древер. Техническую и поддерживающую работу выполняют Хэнк Чепмен.
Вскоре после прибытия один из моряков, Тейт, погибает, упав в воду, а его безголовое тело всплывает. Двое моряков остаются на охране, а остальные пытаются вернуться на материк на гидросамолете под командованием энсина Куинлана, но самолет взрывается по неизвестным причинам.
Ученые не могут сообщить о происшествии из-за шторма и принимают решение остаться на острове и продолжить исследования. Они изучают журнальные записи предыдущей научной группы, где упоминаются убийственные черви. Впоследствии Марта и Дейл занимаются подводным плаванием. Одну ночь Марта слышит, как ее зовет "Маклейн", лидер предыдущей экспедиции. Карсон спускается в яму, которая появилась после необъяснимого землетрясения, и падает, потеряв равновесие.
Текущая экспедиция узнает, что предыдущая группа была убита и съедена двумя мутировавшими гигантскими крабами, обладающими разумом. Крабы поглощают разум своих жертв и могут телепатически переговариваться их голосами. Члены текущей экспедиции последовательно подвергаются нападениям и убийствам этих монстров, которые стали неуязвимы для большинства обычного оружия за счет мутаций в своей клеточной структуре.
Оставшиеся ученые, наконец, понимают, что оба гигантских краба являются причиной землетрясений и оползней на острове. Крабы медленно разрушают остров, прокладывая тоннели и уменьшая его размер. Ученые обращают внимание на способ остановить размножение этих монстров, которые спариваются. Они приходят к выводу, что одного из гигантских крабов можно уничтожить, установив взрывчатку в пещере и подорвав ее, что приведет к обрушению камня на голову монстра.
По мере того, как остров продолжает исчезать в Тихом океане, выжившее трио — Дейл, Марта и Хэнк — выходит из рушащегося здания лаборатории. Они встречают последнего разумного гигантского краба по имени Хулар, который общается с ними телепатически. Хулар обещает отправиться на материк со своими оплодотворенными яйцами, когда остров исчезнет, чтобы обеспечить себя пищей. При этом он поглощает разум людей. Затем Хэнк жертвуется, убивая гигантского краба, обрушивая на него электрически заряженную радиовышку, а с ней и его невылупившийся выводок.
Дейл и Марта остаются в объятиях на оставшейся части острова, который когда-то был гораздо больше.

## В ролях
| Актёр          | Роль                |
| -------------- | ------------------- |
| Лесли Брэдли   | доктор Карл Вэйгэнд |
| Памела Дункан  | Марта Хантер        |
| Ричард Гарланд | Дэйл Дрюэр          |
| Тони Миллер    | Джек Соммерс        |
| Рассел Джонсон | Хэнк Чэпмен         |
| Мэл Уэллс      | Джулс Деверо        |
| Бич Дикерсон   | Рон Феллоуз         |
| Эд Нельсон     | Куинлан             |

## Производство
Сценарий написал Чарльз Б. Гриффит , который неоднократно работал с Роджером Корманом. 
Является первым фильмом Дункан под режиссурой Кормана, за которым месяц спустя последовал фильм «Нежить».
Дэвид Арведон озвучил Гигантского краба Хулара.